# Samaniego (Álava)
Samaniego ist ein nordspanischer Ort und eine Gemeinde (municipio) mit 290 Einwohnern (Stand: 2024) in der Provinz Álava in der Autonomen Gemeinschaft Baskenland im Norden Spaniens. Der Ort gehört zur Weinbauregion Rioja.

## Lage und Klima
Der Ort Samaniego liegt auf einem Hügel in einer Höhe von etwa 570 m im Südosten der Provinz Álava nahe der Grenze zur Autonomen Gemeinschaft La Rioja. Nächstgelegene größere Stadt ist das etwa 26 km (Fahrtstrecke) südlich gelegene Logroño; die sehenswerte Kleinstadt Laguardia, zu der Samaniego bis ins 17. Jahrhundert gehörte, befindet sich etwa 10 km östlich. Das Klima ist gemäßigt bis warm; Regen (ca. 655 mm/Jahr) fällt überwiegend im Winterhalbjahr.

## Bevölkerungsentwicklung
| Jahr      | 1857 | 1900 | 1950 | 2000 | 2018 |
| Einwohner | 624  | 401  | 365  | 312  | 319  |

Die Reblauskrise im Weinbau, die zunehmende Mechanisierung der Landwirtschaft und die Aufgabe bäuerlicher Kleinbetriebe haben seit der Mitte des 19. Jahrhunderts zu einer erhöhten Arbeitslosigkeit und in der Folge zu einer Abwanderung vieler Familien in die größeren Städte geführt (Landflucht). Den Tiefststand der Einwohnerzahlen mit 226 erreichte der Ort im Jahr 1981.

## Wirtschaft
In frühen Jahrhunderten lebten die Bewohner als Selbstversorger hauptsächlich von den landwirtschaftlichen Erzeugnissen der näheren Umgebung, zu denen auch der Wein gehörte. Die zunehmende Bedeutung des Weinbaus und des Weintourismus in der Rioja wirkt sich in den letzten Jahrzehnten auch wieder positiv auf die Beschäftigung aus.

## Geschichte
Kelten, Römer, Westgoten und Mauren haben – trotz der Nähe zum Ebro-Tal – keine archäologisch verwertbaren Spuren auf dem Gemeindegebiet hinterlassen. Wahrscheinlich entstand der Ort erst im Zuge der Rückeroberung (reconquista) und Wiederbesiedlung (repoblación) der von den Mauren besetzten Gebiete im 10. und 11. Jahrhundert. Im Jahr 1461 wird die zwischen Kastilien und Navarra umstrittene Region von Heinrich IV. von Kastilien erobert und im Jahr 1512 durch die Truppen Ferdinands von Aragón endgültig der spanischen Krone angegliedert. Im Jahr 1668 gewährte der spanische König Karl II. dem Ort die Selbstverwaltung.

## Sehenswürdigkeiten

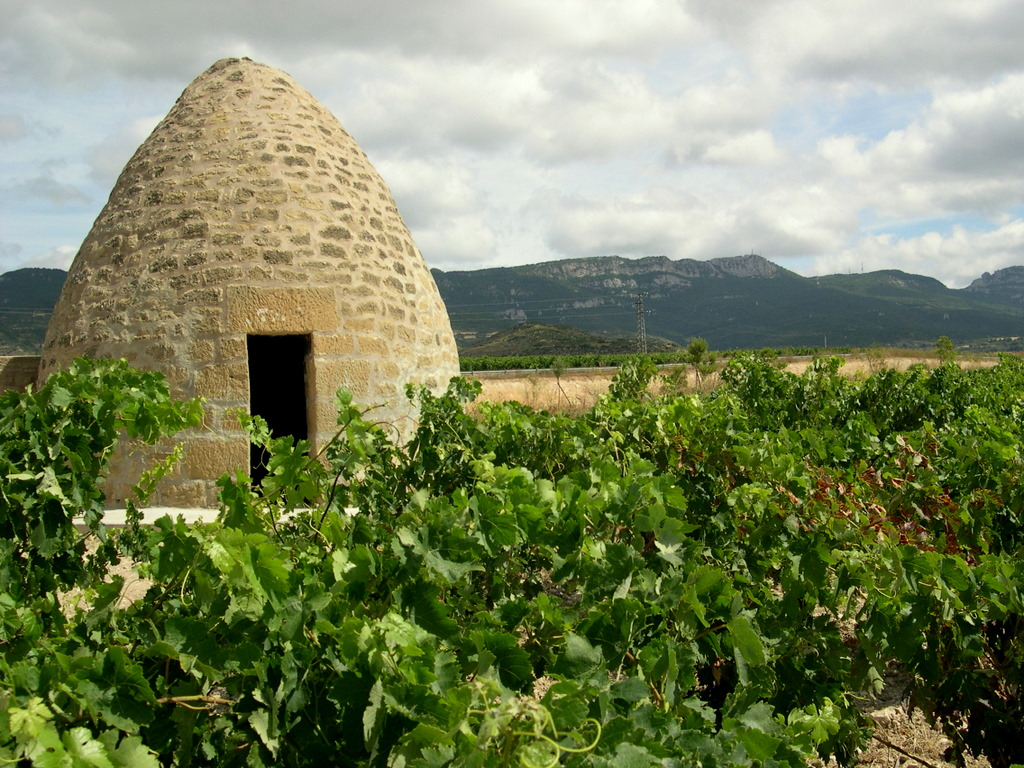
Feldsteinhütte

- Die Pfarrkirche (Iglesia de Nuestra Señora de la Asunción) ist ein – wegen schmucklosen Westfassade und der hochgelegenen Fenster – wehrhaft wirkender Bau des 15. Jahrhunderts. Das einschiffige Innere birgt ein imposantes spätbarockes Altarretabel (retablo) im Stil des Churriguerismus.
- Mehrere wappengeschmückte und mit Balkonen ausgestattete Stadtpaläste (palacios) zeugen vom Wohlstand einiger Ortsbewohner im 17. und 18. Jahrhundert.

Umgebung
- Am Ortseingang steht die äußerst schmucklos und spartanisch wirkende Ermita de la Virgen del Valle; sie wurde im Jahr 1691 vollendet. Das Innere birgt drei Altarretabel.
- Die Ermita del Cristo aus dem 18. Jahrhundert ist ein äußerlich ähnlich karger Bau mit einem kleinen Glockengiebel (espadaña) über dem schmucklosen Südportal.
- Einige wenige erhaltene Feldsteinhütten in den Weinfeldern erinnern an die Notwendigkeit, die Trauben in früheren Zeiten kurz vor der Lese zu bewachen.
- Der Dolmen de Layaza ist eines von mehreren Megalithgräbern in der Umgebung.[4]